# I Spit on Your Grave 3
I Spit on Your Grave 3 ist ein US-amerikanischer Rape-and-Revenge-Film aus dem Jahr 2015. Regie führte R.D. Braunstein. Es handelt sich um eine Fortsetzung des Filmes I Spit on Your Grave aus dem Jahr 2010, hat jedoch zu der anderen Fortsetzung, I Spit on Your Grave 2 aus dem Jahr 2013, keinen Bezug.

## Handlung
Jennifer Hills lebt nun unter dem Namen Angela in Los Angeles und hat ihren Beruf als Autorin aufgegeben. Sie arbeitet bei einer Hotline, wo ihr Arbeitskollege Matthew des Öfteren mit ihr flirtet. Jennifer weist ihn jedoch jedes Mal zurück, da sie kein Vertrauen mehr in Männer hat. Nebenbei besucht sie eine Therapeutin, da sie stetig aggressive Gedanken hat. Aber sie ist zunehmend genervt von den Sitzungen, die ihr nicht die Hilfe geben, die sie sich erhofft. Eines Abends sieht sie einen Flyer über eine Selbsthilfegruppe für Vergewaltigungsopfer und beschließt, an dieser teilzunehmen. Vor Ort lernt sie die Gruppenleiterin Lynne kennen sowie das Mädchen Cassie, Oscar und die taffe Marla. Cassie wurde von ihrem Stiefvater vergewaltigt, lebt aber immer noch mit ihm zusammen, und Oscars Tochter beging aufgrund des Freispruchs ihres Vergewaltigers Selbstmord. Auf dem Heimweg wird Jennifer von einer Gruppe Männer belästigt, doch Marla eilt ihr zu Hilfe und geht anschließend mit ihr etwas trinken. Beim folgenden Gespräch in einer Bar redet Marla mit Jennifer darüber, dass die Opfer von Vergewaltigungen selbst handeln müssen, anstatt es den Behörden zu überlassen. Während des Gespräches werden die beiden von einem alten Mann belästigt, dem Marla daraufhin später auf der Straße die Hose herunterzieht und einen entsetzlichen Schrecken einjagt. Lachend gehen die beiden Frauen nach Hause.
Am nächsten Tag gehen die beiden Frauen durch den Baumarkt und sehen sich mehrere Werkzeuge an, mit denen man, laut Marla, Vergewaltiger bestrafen könne. Dabei entdeckt Jennifer auch eine Heckenschere, mit welcher sie damals einen ihrer Vergewaltiger kastrierte. Dann betrachtet sie einen Vorschlaghammer und albert ein wenig mit diesem herum. Als ein Angestellter an den beiden vorbeigeht und dabei mit der Hand Jennifers Po streift, schlägt diese ihm wütend den Vorschlaghammer gegen den Kopf und zertrümmert seinen Schädel. Dies stellt sich jedoch kurz darauf lediglich als eine Vorstellung Jennifers heraus. Wieder bei der Selbsthilfegruppe erzählt Cassie weinend, dass ihr Stiefvater Ronald sie weiterhin missbraucht und ihre Mutter es nicht merkt bzw. es nicht verhindert. Marla überredet daraufhin Jennifer dazu, Ronald eine „Lektion“ zu erteilen. Gemeinsam überraschen sie ihn, die Gesichter mit Masken verdeckt, im Autohaus und Marla schlägt ihn mit einem Brecheisen nieder. Dabei sagen sie, dass er die Finger von Cassie lassen soll. Kurze Zeit später berichtet Cassie überglücklich, dass Ronald aufgehört hat sie zu missbrauchen. Jennifer will nach der Sitzung noch etwas mit Marla trinken gehen, doch diese lehnt ab, da sie ein Treffen mit ihrem Exfreund Nicholas hat.
Am nächsten Tag erzählt Lynne Jennifer, dass Marla ermordet aufgefunden wurde. Dabei verhält sie sich überaus uneinfühlsam gegenüber Jennifer, welche Lynne daraufhin wütend zu Boden reißt, auf sie einschlägt und sie zu würgen beginnt. Dies spielt sich jedoch ebenfalls nur im Kopf von Jennifer ab. Kurz darauf erscheint ein Mann, der sich als Detective McDylan vorstellt. Oscar ist darüber sehr empört, da seiner Meinung nach die Opfer als Schuldige dargestellt werden. Er verlässt daraufhin wütend den Raum. Jennifer verrät dem Detective, dass sie Marlas Exfreund in Verdacht hat, was dieser ebenfalls für möglich hält. Nicholas wird jedoch freigelassen, da laut Detective McDylan zu wenig Beweise gegen ihn vorliegen, was Jennifer in Rage versetzt. Sie sucht Nicholas auf und macht ihn auf sich aufmerksam. Dann verschwindet sie in eine dunkle Gasse, wohin ihr Nicholas folgt. Nachdem Jennifer ihn abweist, schlägt er sie und zwingt sie dazu, ihm einen Blowjob zu geben, woraufhin Jennifer ihm mit einem kleinen, versteckten Messer den Penis durchbohrt und ihn zerschneidet. Dann schlägt sie mit einer Eisenstange auf ihn ein und tötet ihn somit.
Am nächsten Tag wird sie von Detective McDylan zu dem Mordfall befragt, woraufhin sie nur erbost entgegnet, dass er sich mit dem Mord an Nicholas mehr zu beschäftigen scheint als mit dem an Marla. Zudem klagt auch Cassie darüber, dass Ronald sie wieder vergewaltigt hat, woraufhin Jennifer beschließt, für Cassie Vergeltung zu üben. Bekleidet mit einer Schulmädchenuniform, lockt sie Ronald in eine leerstehende Halle, um ihn dort mit einem Taser außer Gefecht zu setzen. Als er erwacht, findet er sich, mit heruntergelassener Hose, auf einem Stuhl gefesselt wieder und wird kurz darauf von Jennifer mit einem riesigen Metallrohr vergewaltigt. Letztendlich rammt ihn Jennifer mittels eines Hammers das Rohr so tief in den Körper, dass Ronald stirbt. Bald darauf taucht Detective McDylan, in Begleitung von Detective Boyle, bei der Selbsthilfegruppe auf und nimmt zunächst Oscar ins Verhör, welcher sich sichtlich über die Anschuldigungen aufregt und so in Wut gerät, dass er mit auf das Revier genommen wird. Jennifer, welche diesbezüglich Schuldgefühle hat, wartet vor dem Polizeigebäude und beginnt ein Gespräch mit Oscar bezüglich der Vergewaltigung seiner Tochter. Er erzählt ihr, dass er, um sich an dem Mann namens Cole zu rächen, in dessen Fitnessstudio den Leuten erzählt hat, dass Cole seine Tochter vergewaltigt hat. Trotz alldem ist Cole jedoch weiterhin Fitnesstrainer. Dazu kommt, dass Oscar sich große Vorwürfe macht, weil er seiner Tochter geraten hat, zur Polizei zu gehen. Und als diese ihren Vergewaltiger nicht festgenommen haben, war seine Tochter von ihm enttäuscht.
Jennifer beschließt, Cole ausfindig zu machen und ihn zu töten. Während sie ihn verfolgt, schafft er es jedoch, sie zu entwaffnen und sie mit ihrem eigenen Taser außer Gefecht zu setzen. Als er sie dann auch noch vergewaltigen will, taucht Detective McDyle auf und fordert ihn auf, sich auf den Boden zu legen. Als Cole dieser Aufforderung nicht nachkommt, erschießt der Detective ihn. Jennifer kommt aufs Polizeipräsidium, wo Detective Boyle unter Jennifers Habseligkeiten ein Bild von einem jungen Mädchen findet, bei der es sich um die Tochter von einem der Vergewaltiger handelt, die Jennifer damals tötete. Laut Jennifer behielt sie das Bild, um sich daran zu erinnern, wer die Unschuldigen sind. Detective Boyle entlarvt sie daraufhin als Jennifer Hills, woraufhin sie zwar nicht eingesperrt, aber dafür unter polizeiliche Überwachung gestellt wird.
Am selben Abend erleidet Jennifer einen Nervenzusammenbruch und beschließt, sich auf einen letzten Rachefeldzug zu begeben. Sie zieht sich ein rotes Kleid über, schminkt sich und nimmt ein Messer mit sich. Dann verschwindet sie heimlich durch einen Hintereingang, um von der Polizei nicht entdeckt zu werden. Sie begibt sich zu Matthew und versucht ihn zu erstechen, bevor er sich in sein Auto rettet. Daraufhin beschließt Jennifer den Mann aufzusuchen, der sie vor einigen Wochen belästigt und vor dem Marla sie beschützt hatte. Sie bietet ihm Oralsex an und kniet sich auf den Boden. Als er dabei ist, das Angebot anzunehmen, stürzt sie sich mit dem Messer auf ihn. In dem Moment erscheint Detective McDylan, der Jennifer seit einigen Minuten verfolgt, und fordert sie auf, das Messer auf den Boden zu legen. Dem kommt Jennifer jedoch nicht nach und kurz bevor sie zusticht, wird das Bild schwarz und ein Schuss ist zu hören. Die nächste Szene zeigt Jennifer, in eine Decke gewickelt, bei ihrer Therapeutin, die sie im Verlauf des Filmes einige Male besucht hat. Die Therapeutin bittet sie, vor der Tür zu warten. Als Jennifer aufsteht und die Decke weglegt, erkennt man, dass sie Gefängniskleidung trägt. Auf dem Flur rempelt sie versehentlich eine andere Gefangene, die sich in Begleitung einer weiteren Insassin befindet, an, woraufhin diese sie angreift. Jennifer nimmt der einen das Messer ab und sticht die beiden Frauen nieder. Als ihre Therapeutin hinter ihr auftaucht, tötet sie auch diese. Diese Morde stellen sich jedoch abermals nur als eine weitere Phantasie Jennifers heraus.

## Veröffentlichung
Der Film startete am 1. Oktober 2015 in Russland und der Ukraine. In den USA lief er ab dem 9. Oktober an und wurde in Deutschland ab April 2016 zum Verkauf freigegeben.

## Kritik
„Die Fortsetzung des Rape-and-Revenche-Thrillers wirkt nachdenklicher und reflektierter als das Remake, greift aber erneut zu brutaler Selbstjustiz.“

„„I Spit on Your Grave 3 – Mein ist die Rache“ darf sich feiern lassen: R.D. Braunstein hat mit dem dritten Teil der reaktivierten ‚I Spit on Your Grave‘-Reihe die wohl stärkste Episode der neu aufgelegten Serie in Szene gegossen. Das heißt zwar nicht, dass wir es hier mit einem ernsthaft guten Film bekommen, dafür ist das Ganze in Sachen Charakter- und Plotentwicklung zuwielen immer noch zu hilflos, aber allein der Ansatz, die Leiden von Rache respektive Rachephantasien reflektieren zu wollen, gefällt.“